# The Whole of the Moon
"The Whole of the Moon" es una canción del grupo de música The Waterboys que fue lanzada como single de su álbum This Is the Sea en 1985. Es un clásico del repertorio de la banda que no puede faltar en sus actuaciones en directo desde su lanzamiento. Escrita y producida por Mike Scott (músico), el tema de la canción ha inspirado algunas especulaciones.
El sencillo no fue un gran éxito cuando se lanzó inicialmente en 1985, llegando sólo a la parte baja de las listas de éxito, aunque sí alcanzó el número 12 en la lista australiana. Con el tiempo, se ha convertido en una de las canciones más conocidas de The Waterboys y en su mayor éxito comercial. Ganó el Premio Ivor Novello a la "Mejor canción por música y letras" en 1991. Tras su relanzamiento en 1991, alcanzó el número 3 en el Reino Unido.

## Letra
El origen de la letra de la canción ha dado para algunas especulaciones, aunque han sido refutadas por el propio autor. La composición comenzó como un desafío creativo a su novia mientras caminaba por las calles de Nueva York, después de que la novia de Scott le preguntara si era difícil escribir una canción. Scott completó la letra al regresar a su hotel y después de su regreso a Londres.
Como ya ocurrió con el primer sencillo de The Waterboys, "A Girl Called Johnny", la canción es un homenaje a una persona o varias que sirven de inspiración. En cada línea de la canción, el cantante describe su propia perspectiva e inmediatamente la contrasta con la del tema de la canción, resumiendo la diferencia con la estrofa "I saw the crescent / You saw the whole of the moon" ("Yo vi la media luna,
tú viste la luna completa").
La web de música AllMusic, sin embargo, sugiere que esta canción podría estar inspirada en varias personas que fueron una influencia para Scott, como el escritor CS Lewis y el músico Prince. «Crítica de The Whole of the Moon». Allmusic. Consultado el 24 de octubre de 2005. El propio Scott afirma que "no podría haber escrito" la canción sin haber leído la novela Cuento de Invierno de Mark Helprin, pero aclara que la canción no trata sobre Helprin. En la web oficial de The Waterboys aclaran que Scott ha dicho que el tema de la canción es "una combinación de muchas personas", incluido CS Lewis, pero declara explícitamente que no trata sobre Prince. El músico Nikki Sudden, con quien Scott había colaborado antes de formar The Waterboys, ha afirmado que la canción fue escrita sobre él. En una entrevista de 2020, Scott rechazó esas afirmaciones de que se trataba de Sudden o Prince: dijo que escribió un mensaje "en la carátula del disco que decía: 'Para Prince, Tú viste la luna completa'" como una referencia a las discusiones entre él mismo y Karl Wallinger sobre la creación de un sonido inspirado en Prince cuando estaban grabando la canción. En concreto, afirmó:
 
"The Whole of the Moon trata de alguien como C.S. Lewis, que parecía ver lejos y explorar los asuntos mucho más profundamente que la mayoría de la gente, o podría tratarse de una persona tipo Jimi Hendrix que viene "como un cometa, marcando el camino" y se ha ido demasiado pronto, pero no se trata específicamente de alguien"

## Música
Los miembros de la banda en ese momento eran Mike Scott, Anthony Thistlethwaite, Karl Wallinger y Roddy Lorimer . El baterista Kevin Wilkinson había dejado la banda cuando se grabó "The Whole of the Moon" y el músico de sesión, Chris Whitten, fue quien tocó la batería. Tras la primera sesión de grabación, la canción finalmente se terminó de editar en mayo de 1985.
En su viaje de regreso a Nueva York desde el Reino Unido, Scott compuso la parte de piano de la canción, que describe como "un ritmo autodidacto con un dedo que hace un patrón y tres dedos que hacen otro".
Una característica de "The Whole of the Moon" es el trabajo de trompeta en la grabación, cortesía de Lorimer y su formación clásica. Scott ha dicho que quería que las trompetas tuvieran un impacto similar al de los fliscornos de la canción "Penny Lane" de The Beatles: "como la luz del sol atravesando las nubes". Lorimer pasó tres días con Scott trabajando en el arreglo de la canción y "se fue a casa con una cinta de la canción y pensó en un enfoque más clásico. Después de un rato sentado al piano, se me ocurrió la idea de las trompetas antifonales. Una trompeta de flautín a la izquierda responde a un flautín a la derecha y luego lo mismo de nuevo, creciendo agregando una trompeta en Sí, debajo de cada lado de la imagen estéreo. A Mike le encantó, excepto la parte de los acordes ligeramente jazzísticos que había usado al final, que los simplificó. Usé el mismo enfoque clásico más adelante en la canción, mezclando dos trompetas de tipo clásico detrás en un verso posterior ".
Lorimer también contribuye con voces de fondo en falsete a la canción, mientras que Thistlethwaite, otro miembro de la sección de metales, realiza un solo de saxofón cerca del final, comenzando después de un sonido de explosión. Sonido que se obtiene de agregar eco al efecto de sonido de un fuego artificial. La percusión fue añadida por Martin Ditcham, quien tocó lo que Scott describió como "una bolsa de cosas raras que frotó o sacudió".  Wallinger proporcionó el sintetizador, el bajo de sintetizador y los coros: Scott ha dicho que le pidió a Wallinger que tocara una línea de sintetizador como la de la canción de Prince "1999", y que otra melodía de cuatro notas utilizada se inspiró en otra canción de Prince, "Paisley Park". Max Edie también aporto coros adicionales. 

## Lanzamientos
Fue lanzada por primera vez en formato sencillo y maxisencillo, alcanzando el número 26 en la lista de sencillos del Reino Unido. El sencillo también contenía una grabación en directo de la canción "The Girl in the Swing", del primer álbum de la banda llamado también The Waterboys, así como una mezcla extendida de "Spirit" y una canción titulada "Medicine Jack". Después de varias giras con entradas agotadas de la banda de 1986 a 1990, la canción apareció en el recopilatorio de grandes éxitos del grupo The Best of the Waterboys 81–90 en 1991. Ese año, esta canción fue relanzada como single (en formatos de 7 ", 12" y CD) del álbum y fue un gran éxito, alcanzando el número tres en la lista de singles del Reino Unido y recibiendo el Premio Ivor Novello a la "Mejor canción por música y letras" en 1991. Este segundo lanzamiento en single tenía caras B diferentes de la versión de 1985. "Golden Age" era la cara B del sencillo, mientras que el maxisencillo incluía "The Golden Age Medley", que incluía "A Golden Age", "Higher In Time" (versión rápida), "High Far Soon" y "Soon As I Get Home".
Incluyendo el álbum remasterizado de 2004, la canción ha sido lanzada oficialmente cuatro veces y aparece en los siguientes álbumes de The Waterboys:
- This Is the Sea (1985)
- Caja de 2 CDs Greenpeace Rainbow Warriors (1989)
- The Best of The Waterboys 81–90 (1991)
- The Whole of the Moon: The Music of Mike Scott and the Waterboys (1998)
- This Is the Sea - edición especial remasterizada de 2 CDs (2004)
- Karma to Burn (directo) (2005)

"The Whole of the Moon" sigue siendo una de las canciones más famosas y de mayor éxito económico para The Waterboys. Ehrlich, Brenna. «The Waterboys' 'Whole of the Moon' Is Having a Moment». Rolling Stone. Consultado el 2 de marzo de 2020. Scott dijo sobre el éxito en el tiempo de la canción: "Supongo que tiene un sonido atemporal y sé que la letra significa mucho para la gente. Si una letra era cierta cuando se escribió, lo será hoy. 'The Whole of the Moon' todavía significa mucho para mí y es una de mis canciones antiguas que nunca me canso de escuchar o interpretar ".

## Personal
- Max Edie - coros
- Chris Whitten - batería, percusión
- Martin Ditcham - percusión
- Anthony Thistlethwaite - saxofón
- Karl Wallinger - sintetizador, bajo (sintetizador), coros
- Roddy Lorimer - trompeta
- Mike Scott - voz, piano, guitarra
- Mick Glossop - mezclas[11]

## Versiones
"The Whole of the Moon" ha sido versionada por Jennifer Warnes en su álbum de 1992 The Hunter, por Mandy Moore en su álbum de 2003 Coverage, por Human Drama en la compilación New Wave Goes to Hell, por el cantautor de folk Peter Mulvey en su álbum Rapture de 1995, por Terry Reid en su álbum The Driver y por Susan McFadden en el álbum Destiny de Celtic Woman . Steve Hogarth de Marillion toca este tema en algunos de sus directos. También fue un éxito en las discotecas de Ibiza en la década de 1980 y ha aparecido en numerosos recopilatorios.
Frightened Rabbit versionó la canción para un programa de la televisión de la BBC de Escocia en 2012.
Prince hizo una versión de la canción en Ronnie Scott's Jazz Club durante su gira Hit & Run de 2014 y nuevamente en sus estudios de grabación Paisley Park Studios durante un evento en mayo de 2015. "Es tan estricto con la gente que graba conciertos con sus móviles, nadie lo ha publicado en YouTube ", lamentó Mike Scott. "Sin embargo, tengo entendido que era una versión sólo de piano y voz. Me encantaría escucharla ".
Mike Scott incluyó una versión en directo en solitario en su sencillo de 1995 " Building the City of Light ".
U2 la usó como canción de acompañamiento durante gran parte de sus giras de The Joshua Tree Tours 2017 y 2019 . Scott dijo sobre la versión de U2: "La interpretaron en un popurrí con ' Where the Streets Have No Name ' en una de sus giras, quizás hace 10 años, lo que fue un reconocimiento genial de que las dos canciones tienen la misma melodía de coro. La gente me sigue diciendo que suena justo antes de subir al escenario en sus giras Joshua Tree, y eso también es genial. Deben sentir que calienta el escenario, y eso puedo entenderlo ".
The Killers hizo una versión de la canción en el festival TRNSMT en Glasgow en julio de 2018.
Kirin J. Callinan lanzó una versión de la canción y un videoclip adjunto en 2019. La canción fue el primer sencillo del tercer disco de Callinan, Return To Center.
Little Caesar (grupo de música house) lanzó una versión de baile independiente en el Reino Unido en 1990.
Fiona Apple hizo una versión de la canción para el final de la serie The Affair. Scott dijo que la versión de Apple fue "bellamente interpretada y arreglada".
Dos de los personajes de la película original de Netflix Let It Snow improvisan un dúo de la canción en un órgano de la iglesia en la que se refugian durante una tormenta de nieve.
En el episodio "Hell" de la serie Father Ted, el personaje Noel Furlong (interpretado por Graham Norton) canta una versión muy agresiva con los miembros de su grupo juvenil en una caravana.

## Posicionamiento en listas
| Listas (1985–86)                       | Puesto |
| -------------------------------------- | ------ |
| Australia (Informe de Música del Kent) | 12     |
| Países Bajos (Dutch Top 40)            | 21     |
| Países Bajos (Mega Single Top 100)     | 19     |
| Nueva Zelanda (Recorded Music NZ)      | 19     |